# Йокто-
Йокто- (yocto-) — префікс одиниць вимірювання, що означає множник 10−24 або 0,000 000 000 000  000 000 000 001. Вживається разом з метричними та деякими іншими одиницями вимірювання. Префікс затверджено 1991 року. Назва походить від грецького οκτώ, що означає вісім, оскільки дорівнює 1/10008. Йокто- є префіксом, що позначає найменший множник у системі SI.
- Українське позначення: й
- Міжнародне позначення: y

Умовне позначення префікса ставиться перед позначенням одиниці вимірювання, наприклад: йоктосекунда — укр. йс, англ. ys.
Застосовується для вимірювання маси субатомних частинок, наприклад:
- Маса спокою електрона: 0,000 911 йг
- Маса спокою протона: 1,6726 йг
- Маса спокою нейтрона: 1,6749 йг